# Автопробег (картина)
«Автопробе́г» — картина Петра Вильямса, созданная в 1930 году. Находится в собрании Третьяковской галереи.

## Картина
Написана в 1930 году, является ранним авангардным экспериментом художника в духе монументального экспрессионизма, масштабная по композиции и броская по колориту.
Посвящена популярному в годы индустриализации в СССР явлению автопробегов и отражает романтическое видение действительности и социальный оптимизм в СССР конца 1920-х — начала 1930-х годов.
Приобретена у вдовы художника Анны Вильямс в 1974 году.